# Gildepenning
Een gildepenning is een penning die is uitgegeven door een gilde. Ze werden voornamelijk in de Lage Landen gebruikt. In de Noordelijke Nederlanden waren ze in gebruik van het eind van de zestiende eeuw tot het einde van het gildesysteem. Niet elk gilde gaf penningen uit.

## Gebruik en verspreiding
De eerste gildepenningen in de Noordelijke Nederlanden werden vanaf 1588 gebruikt in Middelburg. Vervolgens waren ze binnen enkele decennia bij veel gilden in gebruik. Gildepenningen waren meestal presentiepenningen. Bij begrafenissen van gildeleden werden ze gebruikt om de aanwezigheidsplicht te controleren. De penningen zijn daarom vaak geïndividualiseerd met een gegraveerd nummer of de naam van het lid. Lokale tradities bepaalden of het namen- of het nummersysteem werd gebruikt. De penningen waarop de naam van het lid stond, werden door het lid zelf bewaard. Bij het nummersysteem, werden alle penningen door het gilde bewaard in bijvoorbeeld bussen of buidels. De penningen werden dan vóór de begrafenis uitgereikt door een aanspreker.
Naast de gewone presentiepenningen gaf het gilde ook andere penningen uit. Zo zijn er bijvoorbeeld ook nog de de zeldzamere baardragerspenningen en vereringspenningen. De baardragerspenningen waren bestemd voor de gildeleden die tijdens een begrafenis de baar van de overledene moesten dragen. Ook hier was het doel van de penning om de presentie te controleren. Zoals de naam suggereert, werden de vereringspenningen gemaakt om iemand te eren. Het gaat om penningen die aan de dekens (bestuurders) van het gilde als geschenk werden gegeven. Soms werden ze ook gegeven aan diegene die vanuit het stadsbestuur belast was met het toezicht op het betreffende gilde.

## Materiaal en vervaardiging
De presentiepenningen zijn meestal gemaakt van koper, messing of brons. Ze zijn vaak rond. Meestal staat zowel op voor- als achterzijde een voorstelling. De penningen werden gegraveerd, geslagen of gegoten. De vereringspenningen werden altijd van zilver gemaakt en dragen de naam van de vereerde persoon.

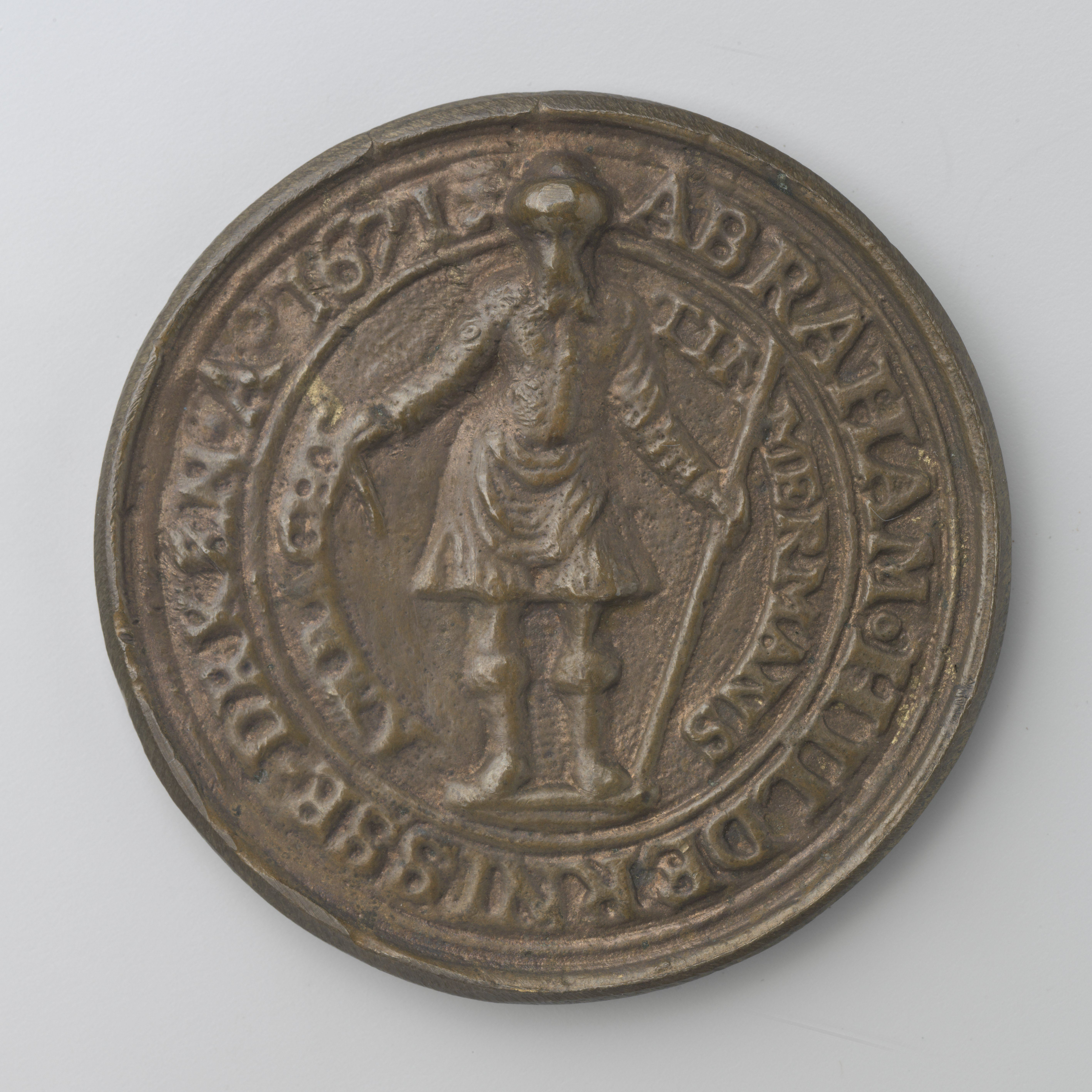
Gegoten penning van het Middelburgse timmerliedengilde
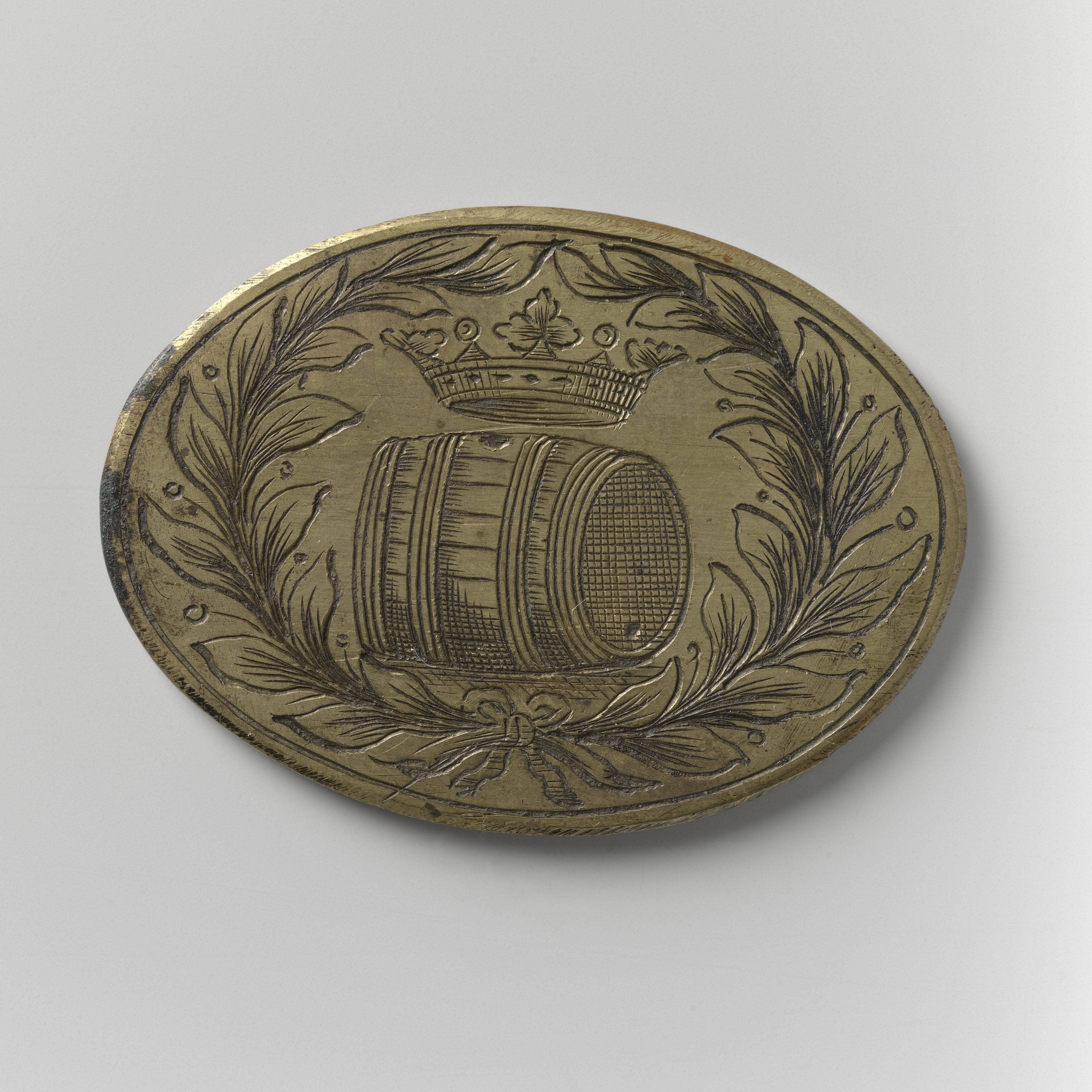
Gegraveerde penning van het Amsterdamse bierbeschooiersgilde
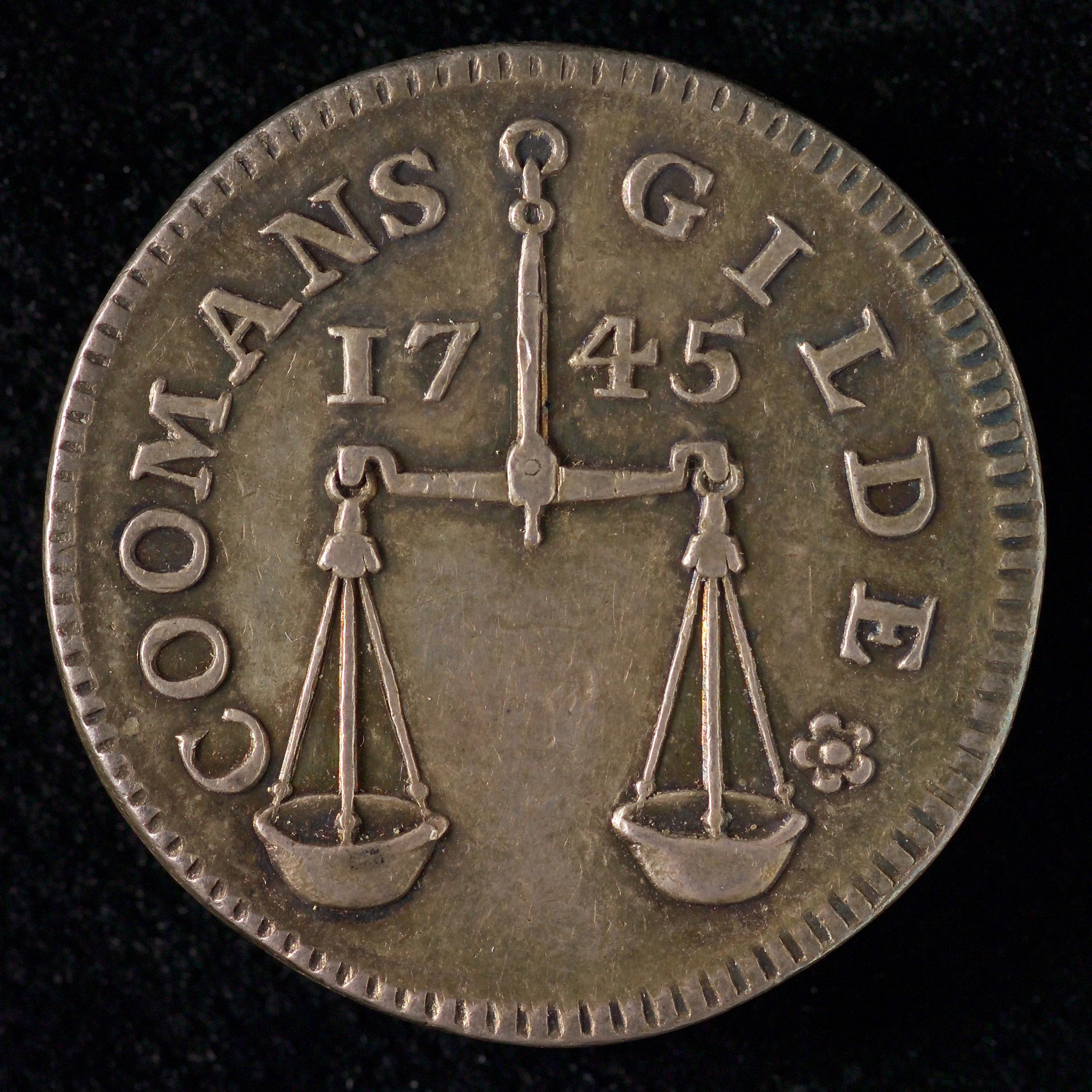
Geslagen penning van het Dordtse Koopmans- of Kramersgilde

## Iconografie
Op de presentiepenningen staat vaak een voorstelling die verwijst naar het betreffende gilde. Het kan dan bijvoorbeeld gaan om de patroonheilige van het gilde, maar ook om de producten of werktuigen van haar leden. Zo zijn er bijvoorbeeld penningen van het schoenmakersgilde met de heilige Crispijn of met een gekroonde laars. Meestal is er ook een verwijzing naar de plaats van herkomst, dan is vaak het stadswapen verwerkt in de voorstelling. Verder kunnen ook teksten meegegoten zijn, het gaat dan om de namen van de dekens van het gilde.

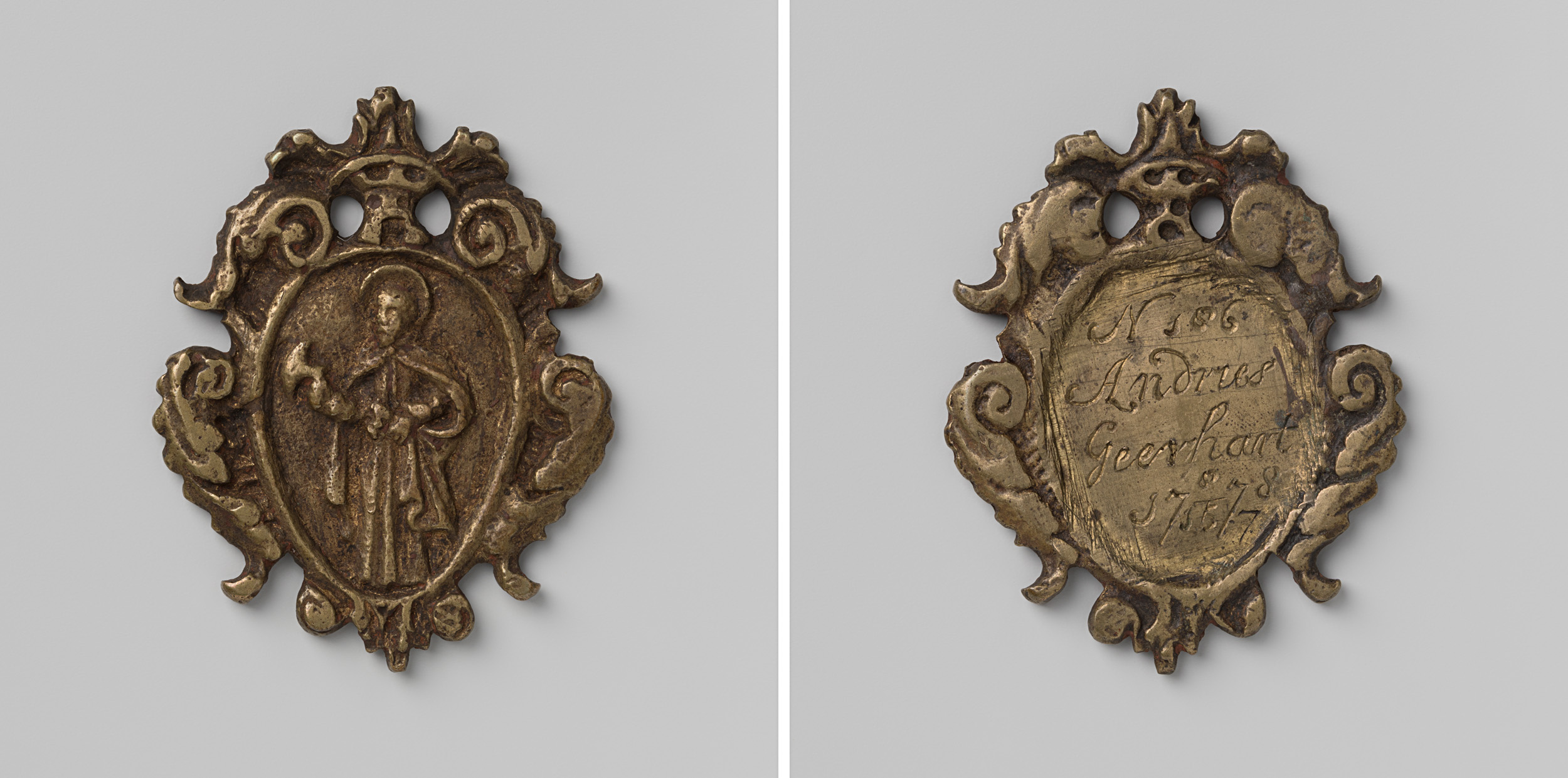
De heilige Crispinianus op de penning van het Alkmaarse huidekopers-, leerlooiers- en schoenmakersgilde
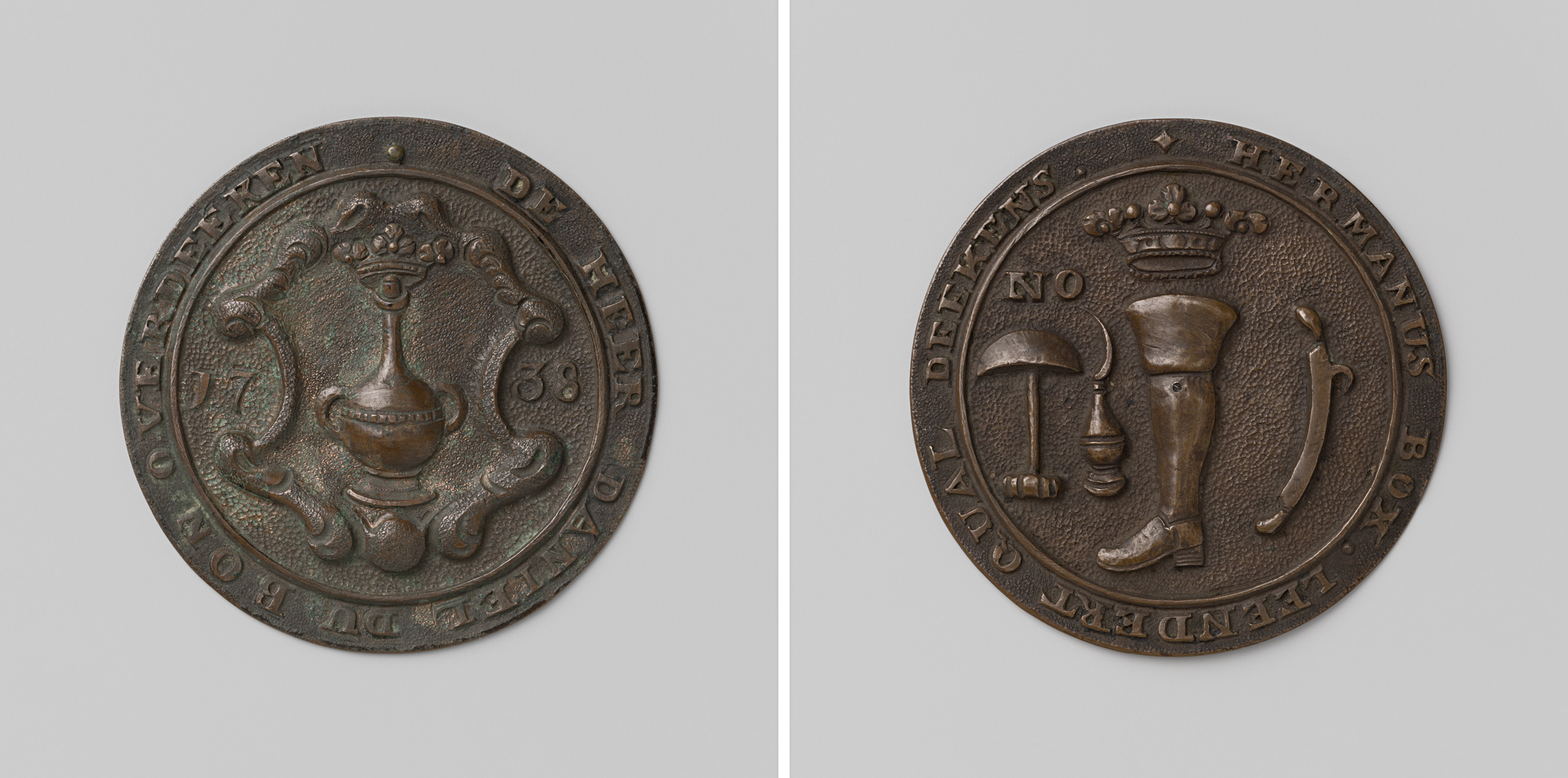
Een gekroonde laars en verschillende gereedschappen op de penning van het Vlissingse schoenmakersgilde
Een koe en een schoen op de penning van het Huidenkopers-, looiers- en schoenmakersgilde